# Matthias Vereno
Matthias Vereno (* 5. Oktober 1922; † 30. Mai 2009) war ein deutsch-österreichischer Theologe, Priester und später Swami.

## Frühes Leben, Heirat, akademische Laufbahn
Seine Eltern waren Eugen Feldl und Maria (geb. Kavčić) aus Wien; sein Geburtsname war Carl Feldl. Er besuchte das Gymnasium in Wien-Döbling und Berlin-Steglitz, legte 1940 die Matura ab, trat 1941 in den Militärdienst ein, diente in Nordafrika und war bis 1946 in Gefangenschaft. Danach studierte er Philosophie, Geschichte, Kunstgeschichte, Theaterwissenschaft, Religionswissenschaft und Theologie an den Universitäten Wien, Freiburg und Tübingen, wo er 1953 zum Dr. phil. promoviert wurde; sein Doktorvater war Helmuth von Glasenapp.
Er war 1955 Referent bei den Salzburger Hochschulwochen und blieb in der Stadt. Er arbeitete als freier Schriftsteller und war im Schuljahr 1955/56 als katholischer Religionslehrer an einer Ausbildungsschule für junge Frauen in Salzburg tätig. Außerdem war er von 1959 bis 1968 Redakteur der religionswissenschaftlichen Zeitschrift Kairos. Die Zeitschrift erschien von 1959 bis 1995 im Otto Müller Verlag. Die Redaktion befand sich in der Salzburger Edmundsburg. Sie veröffentlichte unter anderem Beiträge von Titus Burckhardt und Adolf Holl.
Er habilitierte sich 1968 an der Universität Salzburg und lehrte dort von 1969 bis 1977; außerdem war er von 1968 bis 1971 Gastprofessor an der University of California, Santa Barbara und an der University of Madras (Indien). Darüber hinaus hatte Vereno von 1975 bis 1977 einen Lehrauftrag für Theologie und christliche Kultur an der Salzburger Zweigstelle der Universität von Portland in Oregon (die von den Holy Cross Fathers geleitet wird).
Sein 1960 erschienenes Buch über die Religionen des Ostens wurde in der Zeitschrift Anthropos rezensiert und als „anregend“ bezeichnet.

## Oblate der Erzabtei St. Peter, Salzburg
Gemeinsam mit seiner Frau Gertrud Maria erzog er zwei Söhne, Johannes (1955–2022) und den Komponisten Klemens Vereno (* 1957); aus einer früheren Ehe stammt der Sohn Ingolf (* 1946). Im Jahr 1975 verwitwet, entschied er sich, Benediktiner zu werden. Wenige Tage nach seiner Priesterweihe 1977 wurde er in der Erzabtei St. Peter eingekleidet und legte anschließend die Gelübde als Oblate ab.
Von September 1982 bis Ostern 1983 unternahm er eine Pilgerreise in die Demokratische Republik Kongo – die dortige Diözese Bokungu-Ikela ist Partnerdiözese der Erzdiözese Salzburg. Im folgenden September verließ er das Kloster und wurde in der Erzdiözese Salzburg inkardiniert.

## Swami
Im Oktober 1990 reiste er mit einer indischen Schwester vom Guten Hirten nach Indien, um neue Wege der Spiritualität zu entdecken. Es folgten Versuche, Ordensgemeinschaften in Italien und an verschiedenen anderen Orten zu gründen. Zuletzt lebte er in Aspach, Oberösterreich, wo er am 30. Mai 2009 starb. In dieser Zeit seines Lebens nannte er sich nach indischer Tradition Swami. Er war Vegetarier, rauchte nicht und trank keinen Alkohol. Seine ehemalige Schülerin und langjährige Weggefährtin war Swamini Samipata Azhakathu.

## Publikationen (Auswahl)
- Die Lebensweisheit Ostasiens.
- Worte der Ferne: Gedichte.
- Einweihung und spirituelle Nachfolge.
- Vom Mythos zum Christos. Versuch einer Analyse de Wirklichkeit in der Geschichte.
- Religionen des Ostens: Weisheit und Glaube alter Kulturvölker.
- Mythisches Wissen und Offenbarung.
- Zeichen der Zeit: die Herausforderung des christlichen Bewußtseins in der gegenwärtigen Weltsituation.
- Das Wort in den Worten: christliche Überlieferung in unserer Weltstunde.
- Menschheitsüberlieferung und Heilsgeschichte: zum Verständnis der geistigen Begegnung zwischen Asien und dem Abendland.
- Buddhismus; Lehre und Geschichte.

## Belege
1. ↑  Samipata A. Azhakathu, "Aus dem Leben von Swami Matthias," in: Das Wort in den Worten (Munderfing 2016), pp. 239–45.
2. ↑  Kairos: Zeitschrift für Religionswissenschaft und Theologie. ISSN 0022-7757.
3. ↑  See Kairos, Jg. 6, 1964.
4. ↑  Anthropos Bd. 55, H. 3./4. (1960), p. 629
5. ↑  Archiv der Erzabtei St. Peter (Salzburg), "Professbuch der Erzabtei, dritter Teilband, ab 1901," Eintrag Nr. 625.
6. ↑  Salzburger Priester-Philosoph Matthias Vereno gestorben", Kathpress 4. Juni 2009.

| Personendaten    | Personendaten                                         |
| ---------------- | ----------------------------------------------------- |
| NAME             | Vereno, Matthias                                      |
| KURZBESCHREIBUNG | deutsch-österreichischer Theologe, Priester und Swami |
| GEBURTSDATUM     | 5. Oktober 1922                                       |
| STERBEDATUM      | 30. Mai 2009                                          |